# Katarzyna Dolinska
Katarzyna Dolinska (Lublin, 3 de enero de 1986) es una modelo polacoestadounidense conocida por haber participado en el ciclo 10 del reality show America's Next Top Model. Desde niña vivió en Roslyn, Nueva York. Asistió a la Universidad Cornell antes de ANTM.

## En America's Next Top Model
Katarzyna se caracterizó por mostrar un comportamiento tranquilo y silencioso. Esto hizo que los jueces dudaran de su personalidad, pero contaba con un paso estelar y mucha presencia en la pasarela; por ello, ganó el reto de pasarela en la tercera semana y su premio consistió en aparecer en la revista Seventeen junto a la ganadora del ciclo 8, Jaslene González.
Dolinska era fuertemente criticada por sus compañeras debido a que no tenía muy buena autoestima y a veces eso era un punto débil para las sesiones. Tenía un gran potencial; sin embargo, no lograba alcanzar un buen balance, debido a que muchas veces o aparecía en las sesioes de fotos sin mucha pasión o en sus fotos se excedía en su sex appeal, aun cuando los jueces consideraban que tenía un gran parecido con Paulina Porizkova. 
Finalmente, fue eliminada en su primera aparición en el Bottom Two debido a su falta de actitud para obtener una foto estelar a nivel Couture, es decir, que en esa última sesión de fotos no estaba a la altura de la alta costura.